# Герг, Михаэла
Элизабет Михаэла Герг-Ляйтнер (нем. Elisabeth Michaela Gerg-Leitner; род. 10 ноября 1965, Бад-Тёльц) — немецкая горнолыжница, выступавшая в скоростном спуске, супергиганте, гигантском слаломе и комбинации. Представляла сборные ФРГ и Германии по горнолыжному спорту в 1980—1996 годах, бронзовая призёрка чемпионата мира, победительница четырёх этапов Кубка мира, пятикратная чемпионка западногерманского национального первенства, участница четырёх зимних Олимпийских игр.

## Биография
Михаэла Герг родилась 10 ноября 1965 года в городе Бад-Тёльц, Бавария. Впервые встала на лыжи в возрасте двух лет, а в 15 лет уже состояла в западногерманской национальной сборной. Проходила подготовку на склонах горнолыжного курорта Ленгрис в местном одноимённом спортивном клубе.
Уже на юниорском уровне имела большие успехи, в начале 1980-х годов выиграла две серебряные медали на чемпионате Европы, четырежды поднималась на пьедестал почёта чемпионатов мира, в том числе завоевала три золотые медали. Одновременно с этим выступала и на взрослом уровне, регулярно появлялась на различных этапах Кубка мира.
Благодаря череде удачных выступлений удостоилась права защищать честь страны на зимних Олимпийских играх 1984 года в Сараево — стартовала исключительно в программе гигантского слалома и заняла итоговое 24 место.
В 1985 году впервые одержала победу на этапе Кубка мира, выиграв состязания по скоростному спуску во французском Валь-д’Изере. Выступила на чемпионате мира в Бормио, где была четырнадцатой в гигантском слаломе и тринадцатой в комбинации.
На мировом первенстве 1987 года в Кран-Монтане стала восьмой в скоростном спуске и супергиганте, в то время как в гигантском слаломе финишировала десятой.
Находясь в числе лидеров горнолыжной команды Западной Германии, благополучно прошла отбор на Олимпийские игры 1988 года в Калгари — заняла 13-е место в скоростном спуске и замкнула десятку сильнейших в супергиганте, тогда как в гигантском слаломе и комбинации не финишировала.
В 1989 году побывала на чемпионате мира в Вейле, откуда привезла награду бронзового достоинства, выигранную в супергиганте — пропустила вперёд только австрийских горнолыжниц Ульрике Майер и Зигрид Вольф. Также финишировала здесь шестой в программе скоростного спуска.
После объединения ФРГ и ГДР Михаэла Герг вошла в основной состав национальной сборной объединённой Германии и продолжила принимать участие в крупнейших международных соревнованиях. Так, в 1991 году она выступила на мировом первенстве в Зальбах-Хинтерглеме, где заняла 11 место в скоростном спуске, восьмое место в супергиганте и 14 место в гигантском слаломе. Представляла страну на Олимпийских играх 1992 года в Альбервиле — стала восемнадцатой в скоростном спуске, седьмой в супергиганте, в гигантском слаломе не финишировала, а в комбинации была дисквалифицирована.
В 1994 году отправилась выступать на Олимпийских играх в Лиллехаммере — на сей раз стартовала только в программе супергиганта, разместившись в итоговом протоколе на 31 строке.
Впоследствии оставалась действующей спортсменкой вплоть до 1996 года. В течение своей длительной спортивной карьеры Герг в общей сложности 24 раза поднималась на подиум различных этапов Кубка мира, в том числе четыре этапа выиграла. Ей так и не удалось завоевать Хрустальный глобус, но в одном из сезонов она была второй в супергиганте и комбинации. Наивысшая позиция в общем зачёте всех дисциплин — третье место. Является, помимо всего прочего, пятикратной чемпионкой Западной Германии по горнолыжному спорту. Обладательница двух наград «Золотая лыжа», вручаемых ежегодно Немецкой ассоциацией лыжного спорта.
В 1991—2008 годах была замужем за австрийским лыжным тренером Кристианом Ляйтнером, сыном известного горнолыжника Маттиаса Ляйтнера, в это время носила двойную фамилию Герг-Ляйтнер. Завершив спортивную карьеру, долгое время комментировала соревнования по горнолыжному спорту на телеканалах Eurosport и ZDF. Управляла крупной лыжной школой в Ленгрисе. Входила в муниципальный совет Кицбюэля от Социал-демократической партии Австрии.